# Гьян, Асамоа
Асамо́а Гьян (англ. Asamoah Gyan; род. 22 ноября 1985, Аккра) — ганский футболист, игравший на позиции нападающего. Лучший бомбардир в истории сборной Ганы. Получил высшее образование в Академии Аккры, выступал за футбольную команду академии.

## Карьера в клубах
Профессиональную карьеру начал в клубе «Либерти Профешионалс» в 2003 году. В том же году перешёл в «Удинезе», где не смог закрепиться в основном составе и 2 года провёл в аренде в «Модене» — команде Серии B. После возвращения из аренды регулярно играл в основном составе «Удинезе».
В январе 2007 года между «Удинезе» и «Локомотивом» была договорённость о его переходе в московский клуб за 10,5 млн $, но затем руководство «Удинезе» отказалось от трансфера. В интервью BBC Sport Гьян объяснил это тем, что руководство «Удинезе» не смогло договориться с нападающим, который по планам должен был занять его место в клубе.
10 августа вместе с Фабио Квальяреллой Гьян подписал расширенный 5-летний контракт, по условиям которого он должен был играть за «Удинезе» до 30 июня 2012 года. В сезоне 2006/07 Гьян помог клубу занять десятое место в Серии A, забив 10 голов за сезон. В следующем сезоне он получил травму, и с января 2008 года не принимал участия ни в одном матче. Всего в сезоне 2007/08 Гьян провёл 13 матчей и забил 4 гола. 11 июля 2008 года он подписал 4-летний контракт с французским клубом «Ренн». Дебютировал 9 августа 2008 года в матче против «Марселя». Первый гол за команду в сезоне 2008/09 забил 20 декабря 2008 года в ворота «Лорьяна». «Ренн» завершил чемпионат на седьмом месте.
В следующем сезоне, забив 13 голов в 29-ти матчах, Асамоа стал лучшим голеадором клуба. Команда финишировала девятой.
31 августа 2010 года за 16 миллионов евро нападающий перешёл в английский «Сандерленд». При этом он провёл за «Ренн» три встречи в чемпионате Франции. Дебют в АПЛ состоялся 11 сентября в матче против «Уиган Атлетик». Игра закончилась со счётом 1:1. Гол за «Сандерленд» с подачи Джордана Хендерсона забил Гьян, открыв счёт забитым мячам. Позже, 6 ноября, он отметился дублем в матче против «Сток Сити» (победа 2:0), затем, 9 ноября, сравняв счёт в игре против «Тоттенхэм Хотспур», помог клубу сыграть вничью на выезде. Затем, 14 ноября после паса Хендерсона забил второй гол на «Стэмфорд Бридж» в ворота «Челси». Встреча закончилась победой «Чёрных котов» со счётом 3:0.
В 2011 году Гьян отправился в аренду в эмиратский клуб «Аль-Айн» с правом последующего выкупа, а в июле 2012 года клуб выкупил права на ганца у «Сандерленда».

Асамоа 48 часов назад был у меня в кабинете и сказал, что слухи об его уходе — неправда. Он пожал мне руку и сказал, что останется в «Сандерленде». А затем спустя 48 часов он уехал в ОАЭ. Пусть люди сами делают выводы относительно его поступка. Я же не понимаю, как он мог оставить лучшую лигу в мире, чтобы играть на другом конце земного шара. При всём уважении к Абу-Даби, я не могу понять выбор Гьяна.— Стив Брюс

Моё сердце и душа связаны с «Аль-Айном». «Вест Хэм» сделал мне предложение, но решение должен принимать «Аль-Айн». У меня контракт с клубом и я сосредоточен на своей работе.— Асамоа Гьян
7 июля 2015 года Гьян перешёл из «Аль-Айна» в «Шанхай Теллэйс». В китайской команде 29-летний ганец будет зарабатывать 227 тысяч фунтов в неделю. Показатель является седьмым в мире.
5 июля 2017 года Гьян перешел в турецкий «Кайсериспор». Турецкий клуб заключил с футболистом контракт на два года и с возможностью продления ещё один на один сезон.
19 сентября 2019 года подписал контракт с индийским клубом «Норт-Ист Юнайтед».

## Международная карьера
В ноябре 2003 года в возрасте 17 лет Гьян забил свой первый гол в составе сборной Ганы в матче против Сомали, таким образом став самым молодым игроком за всю историю сборной, забившим мяч.
Асамоа Гьян является автором первого гола сборной Ганы в финальной части чемпионата мира 2006 года. Это был самый быстрый гол того чемпионата, забитый на 68-й секунде в матче против Чехии, проходившем 17 июня 2006 года на стадионе «Рейн Энерги» в Кёльне. В том же матче Гьян не реализовал пенальти, пробив в штангу.
В составе сборной Ганы участвовал в Олимпийских играх 2004 года (3-е место в группе B).
В январе 2008 года во время Кубка африканских наций после неубедительной победы над Намибией со счётом 1:0, Асамоа и его брат Баффур под влиянием критики приняли решение покинуть сборную. Позже стало известно, что братья собрали вещи и уже были готовы покинуть расположение сборной, когда товарищи по команде уговорили их остаться.
В Кубке африканских наций 2010 Гьян стал автором трёх из четырёх мячей, забитых сборной на турнире. Сборная Ганы в этом турнире заняла второе место, уступив в финале сборной Египта.
В первом матче группового этапа чемпионата мира 2010 года Гьян забил с пенальти на 85-й минуте, тем самым обеспечив Гане победу над сборной Сербии со счётом 1:0. Во втором матче группового этапа на 26-й минуте он реализовал пенальти в ворота сборной Австралии. В 1/8 финала в матче против США Гьян забил победный гол в дополнительное время, и таким образом Гана стала третьей африканской страной за всю историю чемпионатов мира, попавшей в четвертьфинал, после Камеруна и Сенегала. В четвертьфинале при счёте 1:1 он не реализовал пенальти на последней минуте дополнительного времени, попав в перекладину ворот Уругвая. В послематчевой серии пенальти Гьян успешно выполнил свой удар по воротам, но в итоге Гана проиграла по пенальти со счётом 2:4.
После окончания Кубка африканских наций 2019 года принял решение о завершение карьеры в сборной страны.

## Статистика

### Клубная
| Выступление        | Выступление      | Выступление      | Чемпионат | Чемпионат | Кубки | Кубки | Конт. | Конт. | Прочие | Прочие | Итого | Итого |
| Клуб               | Лига             | Сезон            | Игры      | Голы      | Игры  | Голы  | Игры  | Голы  | Игры   | Голы   | Игры  | Голы  |
| ------------------ | ---------------- | ---------------- | --------- | --------- | ----- | ----- | ----- | ----- | ------ | ------ | ----- | ----- |
| Либерти Профешнлс  | Премьер-лига     | 2003             | 16        | 11        | 0     | 0     | 0     | 0     | 0      | 0      | 16    | 11    |
| Либерти Профешнлс  | Итого            | Итого            | 16        | 11        | 0     | 0     | 0     | 0     | 0      | 0      | 16    | 11    |
| Удинезе            | Серия A          | 2003/2004        | 1         | 0         | 0     | 0     | 0     | 0     | 0      | 0      | 1     | 0     |
| Удинезе            | Серия A          | 2006/2007        | 25        | 8         | 1     | 0     | 0     | 0     | 0      | 0      | 26    | 8     |
| Удинезе            | Серия A          | 2007/2008        | 13        | 3         | 0     | 0     | 0     | 0     | 0      | 0      | 13    | 3     |
| Удинезе            | Итого            | Итого            | 39        | 11        | 1     | 0     | 0     | 0     | 0      | 0      | 40    | 11    |
| → Модена           | Серия B          | 2004/2005        | 28        | 7         | 0     | 0     | 0     | 0     | 0      | 0      | 28    | 7     |
| → Модена           | Серия B          | 2005/2006        | 25        | 8         | 1     | 0     | 0     | 0     | 0      | 0      | 26    | 8     |
| → Модена           | Итого            | Итого            | 53        | 15        | 1     | 0     | 0     | 0     | 0      | 0      | 54    | 15    |
| Ренн               | Лига 1           | 2008/2009        | 16        | 1         | 3     | 0     | 1     | 0     | 0      | 0      | 20    | 1     |
| Ренн               | Лига 1           | 2009/2010        | 29        | 13        | 1     | 0     | 0     | 0     | 0      | 0      | 30    | 13    |
| Ренн               | Лига 1           | 2010/2011        | 3         | 0         | 0     | 0     | 0     | 0     | 0      | 0      | 3     | 0     |
| Ренн               | Итого            | Итого            | 48        | 14        | 4     | 0     | 1     | 0     | 0      | 0      | 53    | 14    |
| Сандерленд         | Премьер-лига     | 2010/2011        | 31        | 10        | 2     | 1     | 0     | 0     | 0      | 0      | 33    | 11    |
| Сандерленд         | Премьер-лига     | 2011/2012        | 3         | 0         | 1     | 0     | 0     | 0     | 0      | 0      | 4     | 0     |
| Сандерленд         | Итого            | Итого            | 34        | 10        | 3     | 1     | 0     | 0     | 0      | 0      | 37    | 11    |
| Аль-Айн            | Премьер-лига     | → 2011/2012      | 18        | 22        | 6     | 5     | 0     | 0     | 0      | 0      | 24    | 27    |
| Аль-Айн            | Премьер-лига     | 2012/2013        | 22        | 31        | 2     | 0     | 4     | 1     | 1      | 0      | 29    | 32    |
| Аль-Айн            | Премьер-лига     | 2013/2014        | 26        | 29        | 6     | 6     | 12    | 12    | 1      | 0      | 45    | 47    |
| Аль-Айн            | Премьер-лига     | 2014/2015        | 17        | 13        | 2     | 4     | 6     | 5     | 1      | 0      | 26    | 22    |
| Аль-Айн            | Итого            | Итого            | 83        | 95        | 16    | 15    | 22    | 18    | 3      | 0      | 124   | 128   |
| Шанхай СИПГ        | Суперлига        | 2015             | 10        | 4         | 1     | 1     | 0     | 0     | 0      | 0      | 11    | 5     |
| Шанхай СИПГ        | Суперлига        | 2016             | 10        | 3         | 1     | 0     | 4     | 0     | 0      | 0      | 15    | 3     |
| Шанхай СИПГ        | Итого            | Итого            | 20        | 7         | 2     | 1     | 4     | 0     | 0      | 0      | 26    | 8     |
| → Аль-Ахли (Дубай) | Премьер-лига     | 2016/2017        | 14        | 6         | 3     | 3     | 7     | 2     | 1      | 0      | 25    | 11    |
| → Аль-Ахли (Дубай) | Итого            | Итого            | 14        | 6         | 3     | 3     | 7     | 2     | 1      | 0      | 25    | 11    |
| Кайсериспор        | Суперлига        | 2017/2018        | 12        | 1         | 5     | 3     | 0     | 0     | 0      | 0      | 17    | 4     |
| Кайсериспор        | Суперлига        | 2018/2019        | 14        | 4         | 3     | 1     | 0     | 0     | 0      | 0      | 17    | 5     |
| Кайсериспор        | Итого            | Итого            | 26        | 5         | 8     | 4     | 0     | 0     | 0      | 0      | 34    | 9     |
| Всего за карьеру   | Всего за карьеру | Всего за карьеру | 334       | 174       | 38    | 24    | 34    | 20    | 4      | 0      | 410   | 218   |

по состоянию на 8 октября 2019 года

## Достижения

### Командные
Аль-Айн
- Чемпион ОАЭ (3): 2011/12, 2012/13, 2014/15
- Обладатель Кубка Президента ОАЭ: 2013/14
- Обладатель Суперкубка ОАЭ: 2012

Сборная Ганы
- Серебряный призёр Кубка африканских наций (2): 2010, 2015
- Бронзовый призёр Кубка африканских наций: 2008

### Личные
- Африканский футболист года по версии Би-би-си: 2010
- Член символической сборной Кубка африканских наций (2): 2010, 2013
- Лучший бомбардир чемпионата ОАЭ (3): 2011/12, 2012/13, 2013/14
- Игрок года в Гане (2): 2010, 2013
- Рекордсмен сборной Ганы по количеству голов на чемпионатах мира: 6 голов
- Лучший бомбардир в истории сборной Ганы: 51 гол

## Интересные факты
- Старший брат Асамоа, Баффур Гьян, также был профессиональным футболистом и выступал за сборную Ганы.
- Асамоа Гьян — единственный футболист в истории чемпионатов мира, не забивший 2 пенальти во время матча (2006 — в ворота Чехии, 2010 — в ворота Уругвая)[17][18].
- После удачного для сборной Ганы чемпионата мира был номинирован на «Золотой мяч»[19].
- В сборной Асамоа Гьян выступал под номером 3.